# Aleuroclava siamensis
Aleuroclava siamensis es un hemíptero de la familia Aleyrodidae, con una subfamilia: Aleyrodinae. Fue descrita científicamente en 1942 por Takahashi.